# 學券制
學券制，又稱為教育券制。這是美国經濟學家提倡的一種政府教育补贴制度。与直接给公立学校发放教育经费不同，政府向家长发放教育代金券。主要目的在於，在維持政府對教育的补贴同時，在教育体系中引入市場競爭機制，提升教育品質，给家长更多选择。
- 政府向家長發放學券，學券金額等於政府每年津貼個別學生的金額
- 家長自由選擇合乎指定要求的公立或私立學校
- 家長用學券繳付全部或一部分學費，學校有權收取學券以外的額外費用，有關費用由自由市場機制決定
- 學校收到學券後，憑券向政府兑换現金

在学券制度之前，儿童如果想接受政府补贴只能入学就近公立学校，即使该校的教育质量很差，而如果上私立学校则无法接受任何政府补贴。引入教育券后，家长把孩子送到公立学校和私立学校都能享受每年数千美元的教育补贴。学生有了更好的选择，而好的學校由生源广而收入高，规模会逐渐扩大。不好的學校會因缺乏生源，最終因經營不善而被淘汰。

## 香港
香港政府於2007年推出了針對三至六歲就讀非牟利幼稚園學童的學券補貼系統。每名學童每年可獲得價值13,000港元的補貼，其中10,000港元用於補貼學費，剩餘的3,000港元則用於幼稚園教師進修並取得教育證書。然而，此補貼系統有一些限制。例如，家長只能選擇年費低於24,000港元的非牟利學校。政府希望到2011-2012年，所有幼稚園教師都能取得教育證書，屆時補貼將調整為每名學生16,000港元，全部用於學費。
儘管如此，該系統遭到了經濟學家米爾頓·弗里德曼的批評。他認為該系統的整個重點是提供一個競爭性市場，因此不應限制在非牟利幼稚園。在有孩子就讀營利性幼稚園的家長抗議後，政府擴大了補貼範圍，適用於2007年9月或之前入讀營利性幼稚園的學童。此外，政府還將向希望轉變為非牟利機構的營利性幼稚園提供高達30,000港元的補貼。

## 爭議
學券制引入市場競爭的方式，分流了公立教育系统的资源。其最大的反对者是教師工會。教師工會称這類制度威脅教師的職業穩定性，打破教師的鐵飯碗。因此，美國不少州實施學券制時，都引發教師工會的强烈抵制。